# Barbantus
Barbantus es un género de peces de la familia Platytroctidae, del orden Argentiniformes. Esta especie marina fue descubierta por Albert Eide Parr en 1951.  

## Especies
Especies reconocidas del género:
- Barbantus curvifrons (Roule & Angel, 1931)
- Barbantus elongatus G. Krefft, 1970

### Lectura recomendada
- Amer. Mus. Novit., no. 1531, 18.